# Gypona spangbergii
Gypona spangbergii är en insektsart som beskrevs av Berg 1879. Gypona spangbergii ingår i släktet Gypona och familjen dvärgstritar. Inga underarter finns listade i Catalogue of Life.